# Surveyor 3

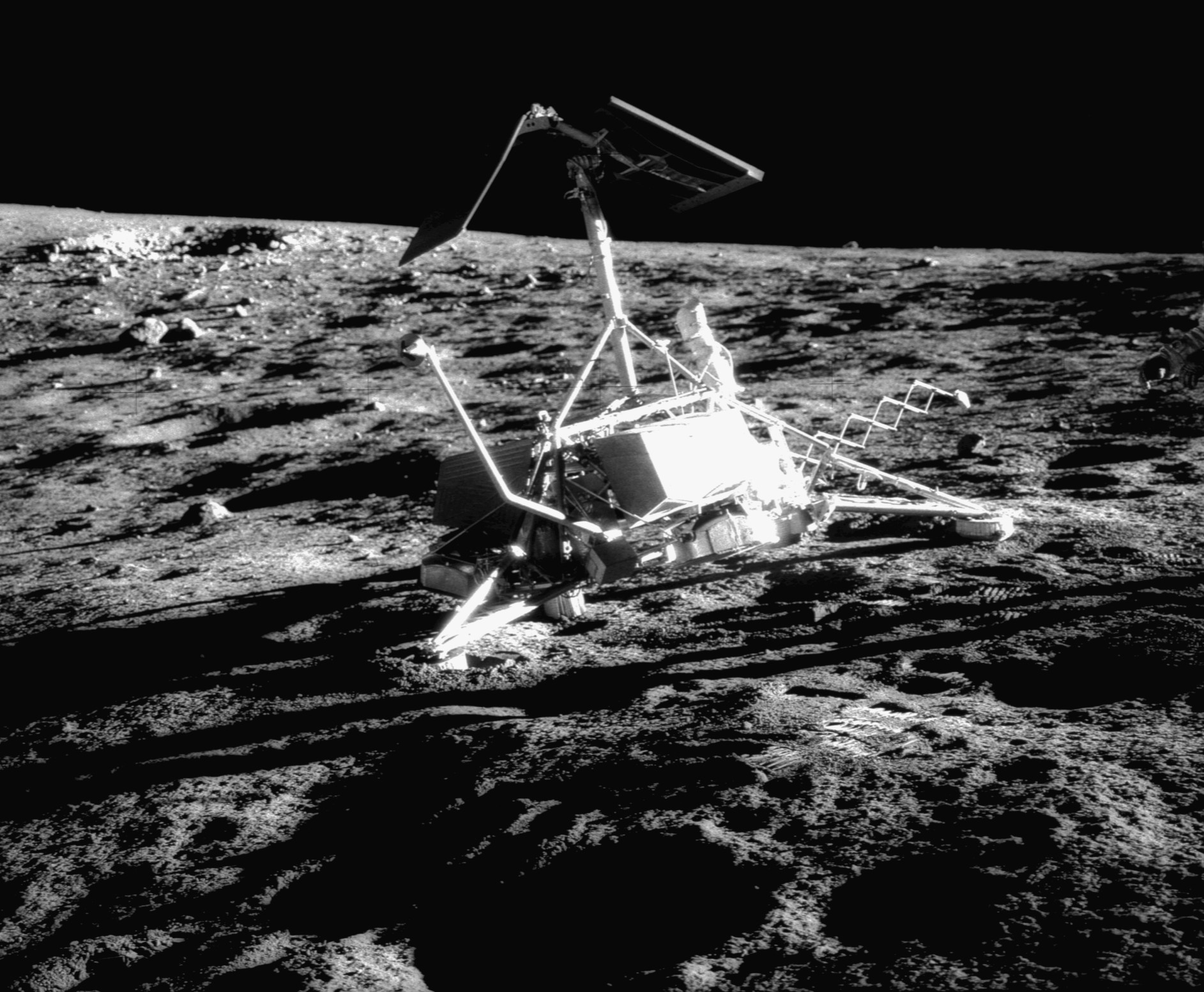
Surveyor 3 sulla Luna, fotografato da Alan Bean

Il Surveyor 3 fu il terzo lander lunare lanciato dagli Stati Uniti verso la Luna. Il suo scopo era raccogliere informazioni ambientali necessarie per le successive missioni Apollo.

## La missione

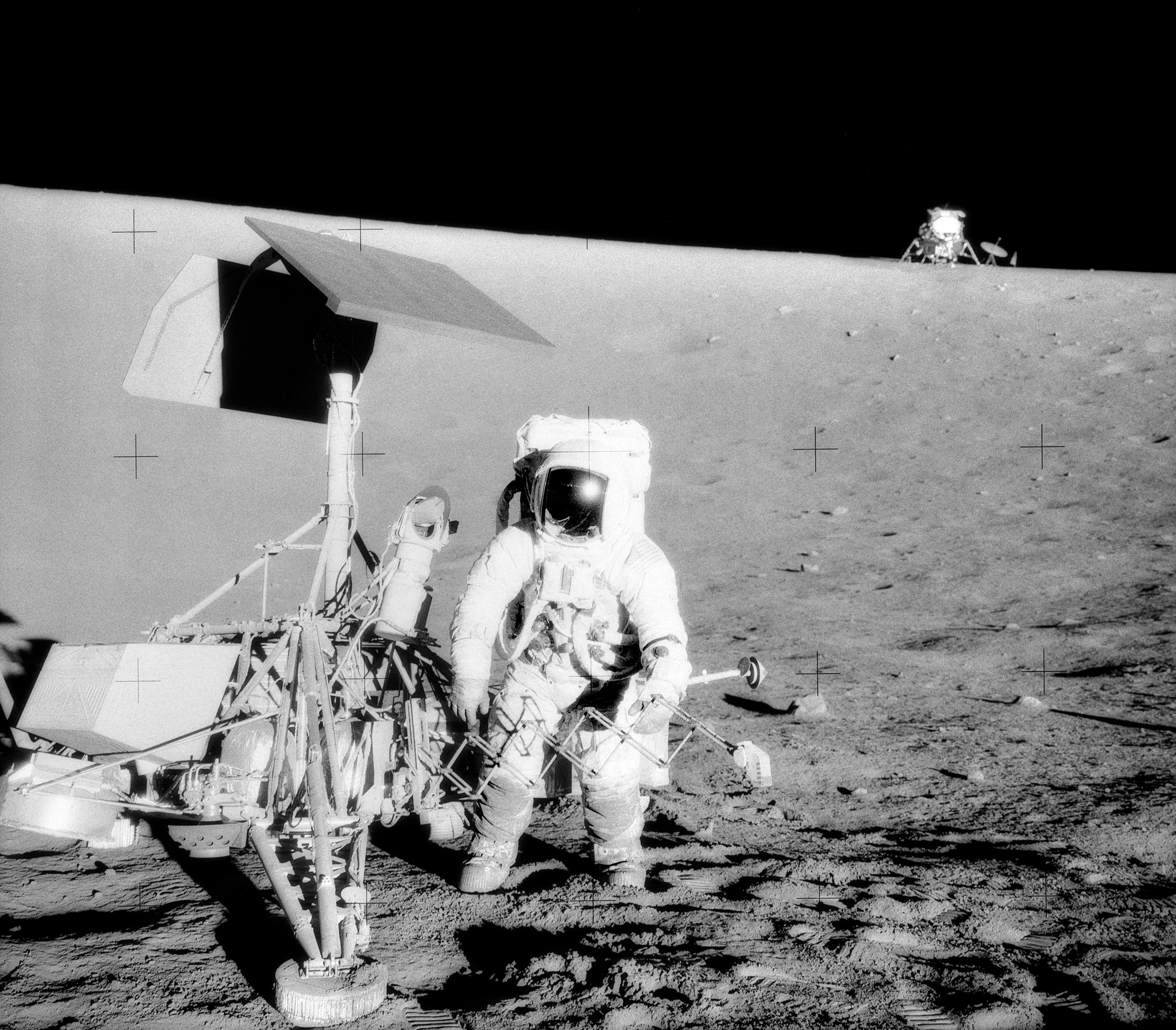
Alan L. Bean, pilota del lander dell'Apollo 12, visita il Surveyor 3 due anni dopo il suo atterraggio

Il Surveyor 3 fu lanciato il 17 aprile del 1967 alle 07:05:00 UTC tramite il razzo vettore Atlas-Centaur e venne immesso direttamente in una traiettoria di impatto con la Luna. Dopo un volo senza intoppi toccò la superficie della Luna il 20 aprile nel Mare Cognitum. Il suo allunaggio fu, in realtà, molto movimentato perché alcune rocce con un elevato potere riflettente confusero il radar di bordo e il razzo non venne spento all'altezza giusta. Di conseguenza la sonda rimbalzò per ben due volte, raggiungendo i 10 metri di altezza con il primo rimbalzo e 3 metri con il secondo, successivamente toccò terra e si posò.
Il Surveyor 3 fu il primo lander statunitense ad avere a bordo un braccio meccanico che doveva scavare delle trincee nel suolo lunare allo scopo di fotografarlo e studiarne la consistenza e composizione. Tali trincee erano quattro, profonde 18 cm; il suolo prelevato da questi scavi fu portato vicino alla telecamera che inviò a Terra le immagini. Quando giunse la notte lunare, il 3 maggio 1967, la sonda fu spenta per preservare la carica delle batterie; tuttavia, alla successiva alba lunare, dopo 14 giorni terrestri, la sonda non si riattivò più.
Il sito dove rimaneva il Surveyor 3 fu visitato in seguito dagli astronauti dell'Apollo 12, i quali raccolsero alcuni strumenti dalla sonda (fra cui la telecamera) e li riportarono a Terra.

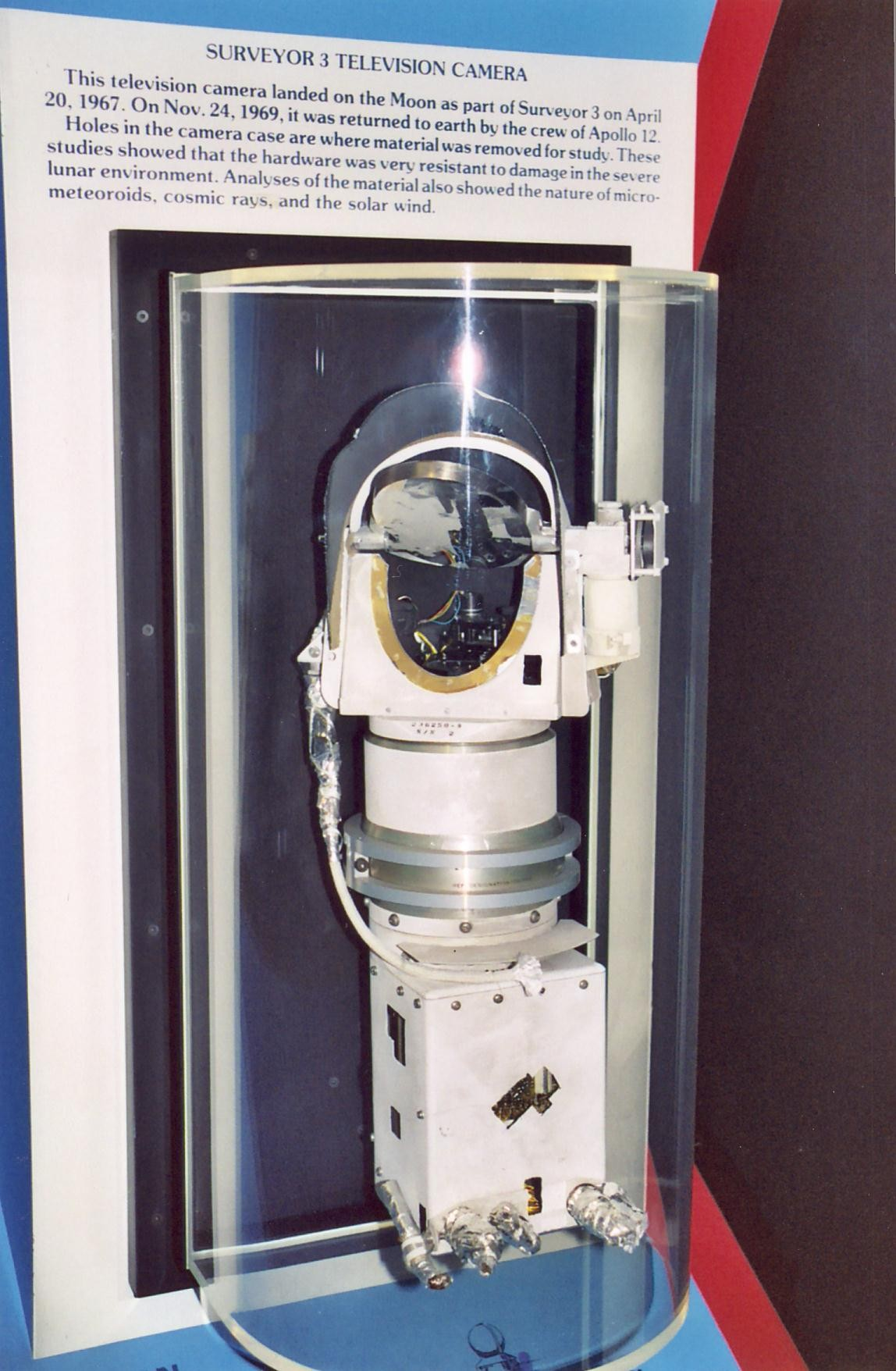
Videocamera del Surveyor 3 (National Air and Space Museum)

## Batteri nella sonda
Prima del lancio la videocamera della sonda fu accidentalmente contaminata dal batterio Streptococcus mitis, il quale sopravvisse sulla Luna per ben 2 anni e mezzo prima che l'equipaggio dell'Apollo 12 smontasse la camera e la riportasse a Terra. La scoperta del batterio infiammò subito i sostenitori della panspermia, ma ebbe come conseguenza solo l'adozione di misure più drastiche da parte della NASA per impedire contaminazioni di altri corpi celesti.

## Strumenti scientifici

### Telecamera
La telecamera, uguale a quella montata nel Surveyor 1, consisteva in un tubo vidicon di 25 e 100 mm di focale montata fissa con un'inclinazione di 16 gradi. Uno specchio, montato vicino all'obiettivo, poteva essere mosso in modo da riprendere la zona d'atterraggio. I comandi venivano inviati dal centro di controllo. Le immagini potevano avere 200 o 600 linee di definizione; le prime furono inviate tramite l'antenna omnidirezionale, mentre le seconde tramite l'antenna direzionata verso la Terra. Il segnale video usato per l'invio a terra era quello utilizzato normalmente dai circuiti televisivi pubblici, non criptato. Furono trasmesse in totale 6 315 immagini tra il 20 aprile e il 3 maggio 1967: tra queste alcune panoramiche, viste della sonda, foto del terreno smosso dalla sonda e una foto effettuata durante una eclissi solare. Furono tutte registrate su nastro magnetico a terra.

### Braccio meccanico scavatore
Il braccio scavatore fu progettato per scavare e raschiare il suolo lunare e successivamente portarlo vicino all'obiettivo della telecamera. Il braccio era montato sotto la videocamera e consisteva in una specie di paletta affilata, apribile e richiudibile tramite un motore elettrico, il sistema era simile ad un pantografo e poteva essere esteso per 1,5 m. Fu utilizzato per eseguire quattro trincee e 13 test di impatto, per un tempo totale di lavoro di 18 ore e 22 minuti in 10 sessioni diverse.